# 87式自走高射炮

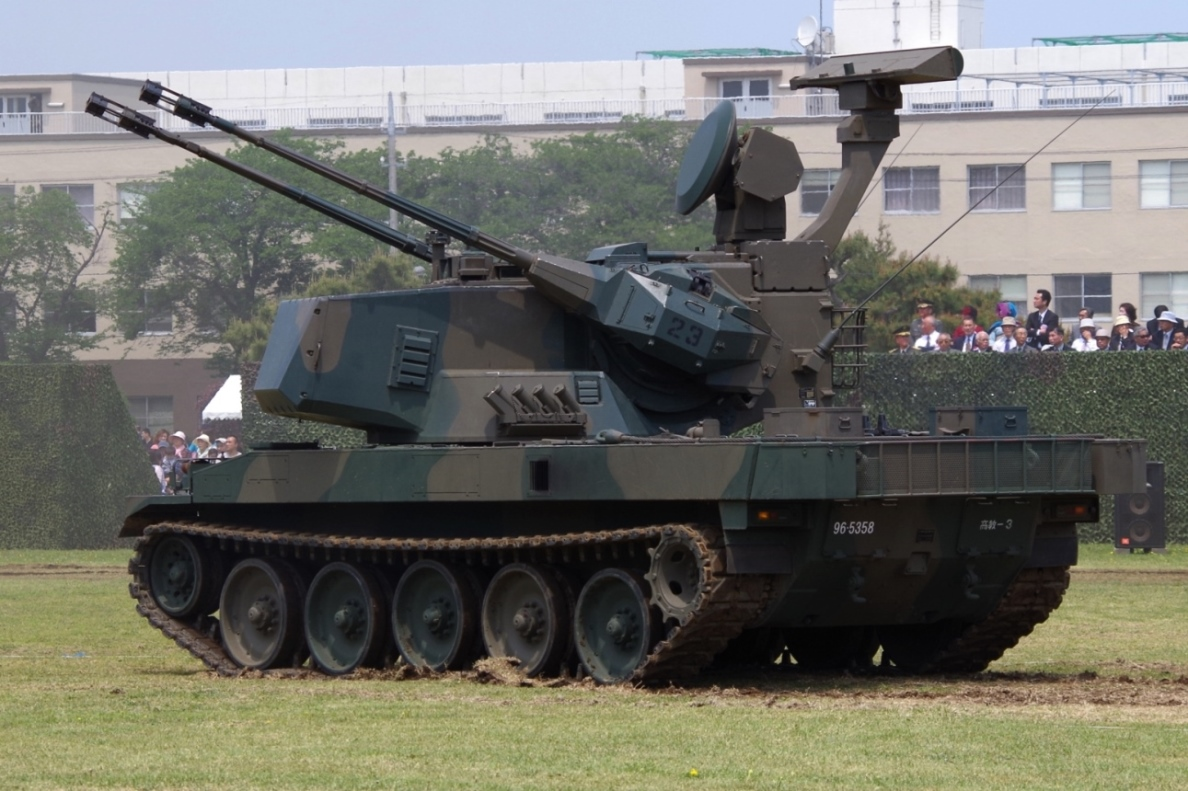
87式自走高射炮正在進行操作示範

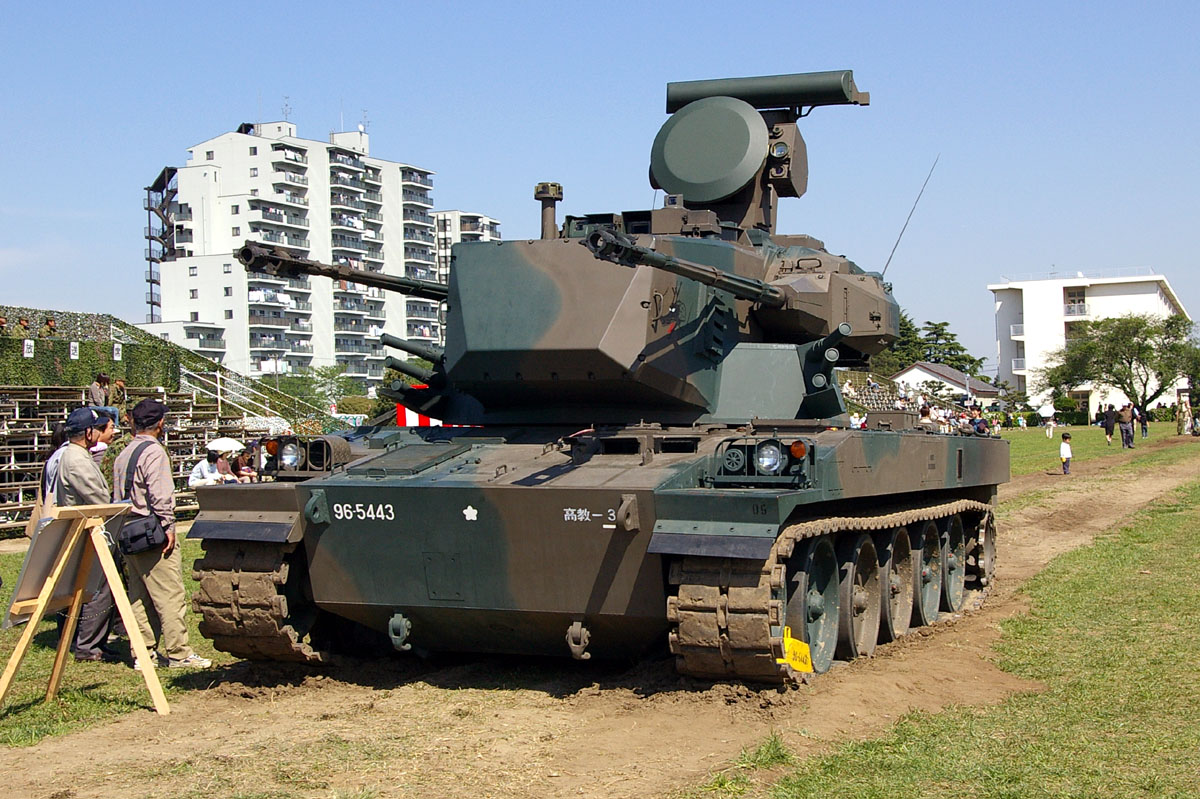
下志津基地的87式自走高射機關砲

87式自走高射機關砲（日語：87式自走高射機関砲）是陸上自衛隊裝備的一種自走式防空炮。自衛隊員將此裝備取了「钢坦克」這暱稱（來源取自鋼彈動畫中的機械）。

## 開發
日本在1970年代為了取代美國提供的M42自走高射炮及M15A1防空自走砲，在1978年開始設計新型自走防空裝甲車輛。最初爲了節省經費，曾經考慮利用退役的61式戰車，將其車體改裝後搭載新開發的高射炮炮塔，但61式戰車的炮塔環太小，因此採用74式戰車的車體開發。1982年開始試製原型車，1983年完成及開始測試，通過測試後於1987年獲得採用，開始投入服役，主要裝備於北海道的陸上自衛隊北部方面隊。目前原型車還在自衛隊展示中心展示。

## 特徴
砲塔左右兩側各有一門由Oerlikon公司研發的35毫米口徑KDA機炮。砲塔上部後方搜索雷達，頂部另外裝有一具都卜勒雷達作爲鎖定敵機用。另外搭載備用監視系統、電視攝影機、低光度TV攝影機、紅外線識別裝置、雷射測距儀等等光學瞄準設備。車體前部右側搭載機器電力預備用的補助動力装置（APU）。車體左右側面有許多機械裝置室。
87式的炮塔上裝有光學瞄準器，其兩門35毫米機炮理論上可以對地上目標進行水平射擊，由於採用74式戰車具有油壓懸掛系統的底盤，使得87式防空炮車的車體也可做出傾斜的姿勢，在斜坡上可維持車體處於水平狀態，有利於維持高的射擊命中率。和同樣是歐瑞康公司製的35毫米90倍徑雙管高射炮相比，87式的火控系統整合了搜索雷達、追蹤雷達及雷射測距儀等裝備，自動化水平較高，有效射程和命中率都大幅提升。87式的構型與早十年服役的西德獵豹式防空坦克相似，配備同款的35毫米機炮，但索敵雷達、追蹤雷達的配置有別。
由於裝備了各式偵蒐系統以及火控系統，所以單車造價達15億日圓以上（90式戰車單價目前為8億日圓）；因爲過於昂貴，而且受限於日本嚴格的武器出口政策，不能外銷，無法通過大量生產降低單價，因此日本陸上自衛隊每年平均採購不到3輛，從1987年到2004年停產為止（平成6年生產兩輛、平成16年生產一輛），共購買了52輛。
在精密的火控系統引導下，87式的35毫米機炮射擊空中或地面目標都有優秀的精確度，不過目前配備單位任務僅針對空中目標，是否有對地目標訓練不得而知。

## 問題
搜索雷達發出的電波，容易被敵人發現及追蹤其位置。機炮遇上配備空對地導彈的戰機或攻擊機時，射程明顯居於劣勢，在敵機進入機炮的有效射程前，可能會先被敵機發射的導彈摧毀。針對這問題，部分人士認爲可仿效蘇聯的9K22防空系統，提出加裝地對空導彈的方案。因此也曾傳出自衛隊打算在車上安裝刺針飛彈的計畫。

## 採購數量
| 予算計上年度         | 調達数 | 予算計上年度         | 調達数 |
| -------------------- | ------ | -------------------- | ------ |
| 昭和62年度（1987年） | 4輛    | 平成 7年度（1995年） | 2輛    |
| 昭和63年度（1988年） | 8輛    | 平成 8年度（1996年） | 2輛    |
| 平成 1年度（1989年） | 8輛    | 平成 9年度（1997年） | 2輛    |
| 平成 2年度（1990年） | 8輛    | 平成10年度（1998年） | 1輛    |
| 平成 3年度（1991年） | 6輛    | 平成11年度（1999年） | 1輛    |
| 平成 4年度（1992年） | 3輛    | 平成12年度（2000年） | 1輛    |
| 平成 5年度（1993年） | 2輛    | 平成13年度（2001年） | 1輛    |
| 平成 6年度（1994年） | 2輛    | 平成14年度（2002年） | 1輛    |
|                      |        | 合計                 | 52輛   |

## 登場影視作品
- 『哥吉拉系列』 - 也是87式實車第一次出現在電影上。
- 『MEMORIES』 - 大友克洋動畫、『最臭兵器』篇登場。
- 『最終兵器彼女』
- 『MUV-LUV Alternative』中87式改进型被用于射击地面目标。
- 『奇幻自衛隊』-動畫第二話出場，以優勢防空火力大量擊落帝國軍的龍騎兵部隊。

## 外部鏈接
- 試射影片（页面存档备份，存于）
- 陸上自衛隊主要装備-87式自走高射機関砲
- 自衛隊装備品図鑑
- 87式自走高射機関砲（页面存档备份，存于）